# Liste der Baudenkmale in Freden (Leine)
In der Liste der Baudenkmale in Freden (Leine) sind alle Baudenkmale der niedersächsischen Gemeinde Freden (Leine) aufgelistet. Die Quelle der  Baudenkmale ist der Denkmalatlas Niedersachsen. Der Stand der Liste ist der 28. Februar 2021.

## Allgemein
In den Spalten befinden sich folgende Informationen:
- Lage: die Adresse des Baudenkmales und die geographischen Koordinaten. Kartenansicht, um Koordinaten zu setzen. In der Kartenansicht sind Baudenkmale ohne Koordinaten mit einem roten Marker dargestellt und können in der Karte gesetzt werden. Baudenkmale ohne Bild sind mit einem blauen Marker gekennzeichnet, Baudenkmale mit Bild mit einem grünen Marker.
- Bezeichnung: Bezeichnung des Baudenkmales
- Beschreibung: die Beschreibung des Baudenkmales. Unter § 3 Abs. 2 NDSchG werden Einzeldenkmale und unter § 3 Abs. 3 NDSchG Gruppen baulicher Anlagen und deren Bestandteile ausgewiesen.
- ID: die Objekt-ID des Baudenkmales
- Bild: ein Bild des Baudenkmales, ggf. zusätzlich mit einem Link zu weiteren Fotos des Baudenkmals im Medienarchiv Wikimedia Commons. Wenn man auf das Kamerasymbol klickt, können Fotos zu Baudenkmalen aus dieser Liste hochgeladen werden:

## Freden (Leine)

### Gruppe: Schulgebäude, Schulberg 1, 2
Die Gruppe „Schulgebäude, Schulberg 1, 2“ hat die ID 34456961.

| Lage                                    | Bezeichnung    | Beschreibung | ID       | Bild |
| --------------------------------------- | -------------- | ------------ | -------- | ---- |
| Schulberg 8 51° 55′ 30″ N, 9° 54′ 10″ O | Wohnhaus       |              | 34506749 | BW   |
| Schulberg 8 51° 55′ 29″ N, 9° 54′ 9″ O  | Stall/Speicher |              | 34506770 | BW   |
| Schulberg 1 51° 55′ 30″ N, 9° 54′ 12″ O | Schule         |              | 34506351 | BW   |
| Schulberg 2 51° 55′ 31″ N, 9° 54′ 14″ O | Schule         |              | 34506377 | BW   |

### Gruppe: Freden, Herrenkamp, jüdischer Friedhof
Die Gruppe „Freden, Herrenkamp, jüdischer Friedhof“ hat die ID 34459616.

| Lage                                   | Bezeichnung | Beschreibung                    | ID       | Bild |
| -------------------------------------- | ----------- | ------------------------------- | -------- | ---- |
| Herrenkamp 51° 55′ 48″ N, 9° 52′ 53″ O | Friedhof    | Jüdischer Friedhof Klein Freden | 34506568 |      |

### Einzelbaudenkmale
| Lage                                            | Bezeichnung           | Beschreibung | ID       | Bild           |
| ----------------------------------------------- | --------------------- | --- | -------- | -------------- |
| Schulberg 6 51° 55′ 29″ N, 9° 54′ 12″ O         | Kirche                | Die evangelische Kirche St. Lorenz Freden stammt aus dem Jahr 1672, der Turm ist gotisch. Der obere Teil der Kirche wurde 1667 renoviert. Die Kirche wurde aus Bruchstein erbaut und ist verputzt, die Giebel sind aus Fachwerk. Im Inneren befindet sich ein Kanzelaltar aus der Zeit Ende des 18. Jahrhunderts.                                                                         | 34506309 |                |
| Schulberg 51° 55′ 29″ N, 9° 54′ 13″ O           | Kriegerdenkmal        | | 34506330 | BW             |
| Kainestraße 7 51° 55′ 32″ N, 9° 54′ 16″ O       | Wohnhaus              | | 34506268 | BW             |
| Tiebenburgstraße 6 51° 55′ 33″ N, 9° 54′ 23″ O  | Wohnhaus              | | 34506445 | BW             |
| Tiebenburgstraße 12 51° 55′ 34″ N, 9° 54′ 26″ O | Wohnhaus              | | 34506464 | BW             |
| Tiebenburgstraße 12 51° 55′ 34″ N, 9° 54′ 27″ O | Staketzaun            | Staketzaun | 34506664 | BW             |
| L 487, km 9,094 51° 55′ 42″ N, 9° 53′ 42″ O     | Brücke                | Brücke über die Leine | 34506094 | BW             |
| Bergstraße 11a 51° 55′ 44″ N, 9° 53′ 38″ O      | Scheune               | ehem. Zehntscheune | 34506247 | BW             |
| Bergstraße 6 51° 55′ 44″ N, 9° 53′ 34″ O        | Kirche                | Die evangelische Kirche St. Georg Freden befindet sich auf einer Anhöhe. Das Schiff stammt wahrscheinlich aus den Jahren 1818/1819, der Turm ist möglicherweise aus dem Mittelalter. Im Inneren befindet sich ein Segmentbogendecke und eine Empore mit einer Orgel. Weiter befindet sich ein Kanzelaltar aus der Bauzeit in der Kirche. Seitlich vom Kanzelaltar befinden sich Priechen. | 34506225 | Weitere Bilder |
| Bergstraße 6 51° 55′ 44″ N, 9° 53′ 34″ O        | Bruchsteineinfriedung | | 34506685 | BW             |
| Bergstraße 5 51° 55′ 44″ N, 9° 53′ 32″ O        | Schule                | | 34506205 | BW             |
| Bachstraße 8 51° 55′ 42″ N, 9° 53′ 33″ O        | Pfarrhaus             | | 34506144 | BW             |
| Bachstraße 10 51° 55′ 42″ N, 9° 53′ 30″ O       | Schule                | | 34506164 | BW             |
| Bachstraße 10 51° 55′ 43″ N, 9° 53′ 30″ O       | Kriegerdenkmal        | 1914/18 | 34506184 | BW             |
| Kleine Mühle 1 51° 55′ 38″ N, 9° 52′ 57″ O      | Wohnhaus              | | 34506289 | BW             |
| Steinkampstraße 10 51° 56′ 5″ N, 9° 54′ 8″ O    | Wohnhaus              | Ehemaliges Ledigenwohnhaus des Kalibergwerk | 34506424 | BW             |

## Eyershausen

### Einzelbaudenkmale
| Lage                                           | Bezeichnung | Beschreibung | ID       | Bild |
| ---------------------------------------------- | ----------- | ------------ | -------- | ---- |
| Mitteldorfstraße 1 51° 55′ 26″ N, 9° 58′ 36″ O | Scheune     |              | 34523878 | BW   |
| Dorfstraße 2 51° 55′ 19″ N, 9° 58′ 31″ O       | Wohnhaus    |              | 34523837 | BW   |
| Im Walde 1 51° 55′ 54″ N, 9° 58′ 38″ O         | Wohnhaus    |              | 34523857 | BW   |

## Meimerhausen

### Einzelbaudenkmale
| Lage                                     | Bezeichnung    | Beschreibung     | ID       | Bild |
| ---------------------------------------- | -------------- | ---------------- | -------- | ---- |
| Im Edelhof 1 51° 56′ 50″ N, 9° 52′ 13″ O | Kirche         | Ev., St. Annen   | 34506505 |      |
| Im Edelhof 1 51° 56′ 50″ N, 9° 52′ 12″ O | Kirchhof       |                  | 34506526 | BW   |
| Klapperberg 51° 56′ 59″ N, 9° 52′ 6″ O   | Kriegerdenkmal | 1914/18, 1939/45 | 34506547 | BW   |

## Ohlenrode

### Gruppe: Kirche mit Kirchhofmauer, Kirchstraße 2
Die Gruppe „Kirche mit Kirchhofmauer, Kirchstraße 2“ hat die ID 41589685.

| Lage                                      | Bezeichnung       | Beschreibung | ID       | Bild |
| ----------------------------------------- | ----------------- | ------------ | -------- | ---- |
| Kirchstraße 2 51° 54′ 42″ N, 9° 59′ 33″ O | Kapelle           |              | 34523921 |      |
| Kirchstraße 2 51° 54′ 42″ N, 9° 59′ 34″ O | Einfriedungsmauer |              | 41589720 | BW   |

### Gruppe: Hofanlage, Schiewe Halbe 1
Die Gruppe „Hofanlage, Schiewe Halbe 1“ hat die ID 34457852.

| Lage                                        | Bezeichnung | Beschreibung    | ID       | Bild |
| ------------------------------------------- | ----------- | --------------- | -------- | ---- |
| Schiewe Halbe 1 51° 54′ 45″ N, 9° 59′ 24″ O | Wohnhaus    |                 | 34523964 | BW   |
| Schiewe Halbe 1 51° 54′ 45″ N, 9° 59′ 23″ O | Scheune     |                 | 41929393 | BW   |
| Schiewe Halbe 1 51° 54′ 44″ N, 9° 59′ 23″ O | Scheune     |                 | 41929526 | BW   |
| Schiewe Halbe 1 51° 54′ 44″ N, 9° 59′ 24″ O | Baumbestand | Kastanienbäumen | 34524132 | BW   |
| Schiewe Halbe 1 51° 54′ 44″ N, 9° 59′ 24″ O | Einfriedung |                 | 34524155 | BW   |

## Wetteborn

### Einzelbaudenkmale
| Lage                                               | Bezeichnung   | Beschreibung                        | ID       | Bild |
| -------------------------------------------------- | ------------- | ----------------------------------- | -------- | ---- |
| Ferdinand Rott-Straße 1 51° 54′ 32″ N, 9° 58′ 4″ O | Kirche        | Kirche St. Peter und Paul Wetteborn | 34524007 |      |
| Alte Molkerei 51° 54′ 37″ N, 9° 58′ 15″ O          | Feuerwehrhaus |                                     | 34523987 | BW   |
| Helleberg 51° 54′ 18″ N, 9° 57′ 30″ O              | Grenzstein    |                                     | 34524050 | BW   |
| Helleberg 51° 54′ 14″ N, 9° 57′ 36″ O              | Grenzstein    |                                     | 34524070 | BW   |
| Helleberg 51° 54′ 12″ N, 9° 57′ 37″ O              | Grenzstein    |                                     | 34524090 | BW   |

## Winzenburg

### Gruppe: Karolingische Siedlungsruine Hohe Schanze
Die Gruppe „Karolingische Siedlungsruine Hohe Schanze“ hat die ID 34459073.

| Lage                                     | Bezeichnung    | Beschreibung                               | ID       | Bild |
| ---------------------------------------- | -------------- | ------------------------------------------ | -------- | ---- |
| Hohe Schanze 51° 56′ 23″ N, 9° 57′ 54″ O | Siedlungsreste | Hohe Schanze, karolingische Siedlungsreste | 34542950 |      |

### Gruppe: Burgruine, Wallanlage, Burgweg
Die Gruppe „Burgruine, Wallanlage, Burgweg“ hat die ID 34459059.

| Lage                                | Bezeichnung | Beschreibung    | ID       | Bild           |
| ----------------------------------- | ----------- | --------------- | -------- | -------------- |
| Burgweg 51° 56′ 35″ N, 9° 56′ 46″ O | Burg        | Burg Winzenburg | 34542804 | Weitere Bilder |
| Burgweg 51° 56′ 35″ N, 9° 56′ 43″ O | Wallanlage  |                 | 34542827 | BW             |

### Gruppe: Pfarrkirche, Pfarrhaus, Lamspringer Straße 7
Die Gruppe „Pfarrkirche, Pfarrhaus, Lamspringer Straße 7“ hat die ID 34459087.

| Lage                                             | Bezeichnung | Beschreibung                    | ID       | Bild           |
| ------------------------------------------------ | ----------- | ------------------------------- | -------- | -------------- |
| Lamspringer Straße 7 51° 56′ 12″ N, 9° 56′ 21″ O | Kirche      | Katholische Kirche Mariä Geburt | 34543060 | Weitere Bilder |
| Lamspringer Straße 7 51° 56′ 12″ N, 9° 56′ 21″ O | Baumbestand |                                 | 34543263 | BW             |
| Lamspringer Straße 7 51° 56′ 11″ N, 9° 56′ 21″ O | Einfriedung |                                 | 34543330 | BW             |
| Lamspringer Straße 7 51° 56′ 12″ N, 9° 56′ 19″ O | Pfarrhaus   |                                 | 34543038 | BW             |

### Gruppe: Burgruine, Wallgraben, Landstraße 487
Die Gruppe „Burgruine, Wallgraben, Landstraße 487“ hat die ID 34459117.

| Lage                                                            | Bezeichnung | Beschreibung    | ID       | Bild           |
| --------------------------------------------------------------- | ----------- | --------------- | -------- | -------------- |
| Landstraße 487, südöstlich Gut Esbeck 51° 55′ 0″ N, 9° 55′ 4″ O | Ruine       | Burg Hausfreden | 34543195 | Weitere Bilder |
| Landstraße 487, südöstlich Gut Esbeck 51° 55′ 1″ N, 9° 55′ 3″ O | Wallanlagen |                 | 34543218 | BW             |

### Einzelbaudenkmale
| Lage                                              | Bezeichnung | Beschreibung               | ID       | Bild |
| ------------------------------------------------- | ----------- | -------------------------- | -------- | ---- |
| Landstraße 486 51° 56′ 2″ N, 9° 55′ 55″ O         | Wegekreuz   |                            | 34542739 | BW   |
| Landstraße 486 51° 56′ 2″ N, 9° 55′ 55″ O         | Baumbestand |                            | 34543288 | BW   |
| Am Sauberg 1 51° 55′ 59″ N, 9° 55′ 52″ O          | Wohnhaus    | Waldarbeiterwohnhaus       | 34542718 | BW   |
| Domänenweg 51° 56′ 8″ N, 9° 56′ 10″ O             | Stall       | Schafstall, Domäne, ehem.  | 34542850 | BW   |
| Domänenweg 51° 56′ 8″ N, 9° 56′ 14″ O             | Wohnhaus    |                            | 34542900 | BW   |
| Landstraße 486 51° 56′ 8″ N, 9° 56′ 21″ O         | Bildstock   | Tabernakelpfeilerbildstock | 34543174 | BW   |
| Lamspringer Straße 24 51° 56′ 11″ N, 9° 56′ 23″ O | Wohnhaus    | Hödekenhus                 | 34543132 | BW   |

## Everode

### Gruppe: Kirche, Gedenkstätte, Hauptstraße
Die Gruppe „Kirche, Gedenkstätte, Hauptstraße“ hat die ID 34456931.

| Lage                                   | Bezeichnung    | Beschreibung        | ID       | Bild |
| -------------------------------------- | -------------- | ------------------- | -------- | ---- |
| Hauptstraße 51° 57′ 1″ N, 9° 54′ 49″ O | Kirche         | evangelische Kirche | 34505686 | BW   |
| Hauptstraße 51° 57′ 1″ N, 9° 54′ 48″ O | Kriegerdenkmal | 1914/18             | 34505709 | BW   |
| Hauptstraße 51° 57′ 0″ N, 9° 54′ 48″ O | Baumbestand    |                     | 34505965 | BW   |
| Hauptstraße 51° 57′ 0″ N, 9° 54′ 48″ O | Einfriedung    |                     | 34506052 | BW   |

### Einzelbaudenkmale
| Lage                                       | Bezeichnung              | Beschreibung                         | ID       | Bild           |
| ------------------------------------------ | ------------------------ | ------------------------------------ | -------- | -------------- |
| Koppelweg 51° 57′ 5″ N, 9° 54′ 49″ O       | Kirche                   | Kath. Kirche St. Bernward            | 34505774 |                |
| Unterdorf 2 51° 57′ 0″ N, 9° 54′ 44″ O     | Wohnhaus                 |                                      | 34505883 | BW             |
| Wanneweg 51° 56′ 55″ N, 9° 54′ 45″ O       | Wegekreuz                |                                      | 34505903 | Weitere Bilder |
| Wanneweg 51° 56′ 55″ N, 9° 54′ 44″ O       | Baumbestand              |                                      | 34505989 | BW             |
| Hauptstraße 27 51° 56′ 59″ N, 9° 54′ 50″ O | Pfarrscheune             |                                      | 34505944 | BW             |
| Hauptstraße 27 51° 57′ 0″ N, 9° 54′ 50″ O  | Pfarrhaus                |                                      | 34505753 | BW             |
| Hauptstraße 14 51° 57′ 1″ N, 9° 54′ 56″ O  | Wohn-/Wirtschaftsgebäude |                                      | 34505733 | BW             |
| Hauptstraße 7 51° 56′ 58″ N, 9° 55′ 4″ O   | Wirtschaftsgebäude       | ehemalige Zigarrenmanufaktur/Saalbau | 38816591 | BW             |